# Félix Péguri
Pour les articles homonymes, voir Péguri.
Charles Félix Joseph Péguri, dit Félix Péguri, né le 22 octobre 1832 à Ferriere en Italie et mort le 3 décembre 1906 à Nogent-sur-Marne, est un facteur et réparateur d'accordéons, également accordéoniste diatonique, originaire du Plaisance, en Italie, et installé à Paris, en France, à partir de la fin du XIXe siècle. Il  est auteur de deux brevets pour la fabrication de l'accordéon. Il est le père de Charles, Michel et Louis Péguri, pionniers du développement de l'accordéon et du musette en France durant la première moitié du XXe siècle.

## Biographie
Durant la seconde moitié du XIXe siècle les immigrés italiens arrivent en masse en France, et c'est dans cette vague que, en 1872, Félix Péguri s'installe d'abord à Marseille avec sa femme Marie-Marthe née Mariotti, au n°25 de la rue Decazes dans le 7e arrondissement, où il monte son premier atelier. 
Leur premier fils Charles y naît en 1879. La famille monte ensuite à Paris en 1890 dans le quartier de La Villette, 61 Avenue de Flandre, et ouvre une boutique au n°59. Dans le même quartier se trouve également son compatriote facteur d'accordéon, Schenardi (lui-même au N°68 de la même rue), ainsi que, à la rue Curial, l'accordéoniste Vincent Carrara (le père d'Émile Carrara), pour lequel Félix construit un instrument avec un clavier d'accompagnement avec deux rangs de basses dans le sens des basses belges. La famille déménagera ensuite au 45 rue de Tanger. Il décède en 1906 à Nogent-sur-Marne, en France, après avoir repris des activités de maçonnerie avec son neveu Joseph Péguri.

## Sources
- Du bouge... au conservatoire : roman de l'accordéon et de l'art musical populaire, Louis Péguri, Jean Mag, éd. World Press, 1950.
- Bouscatel, le roman d'un cabretaire, André Ricros, Éric Montbel, éd. Italique, 2012.  (ISBN 978-2-95409-003-0)
- Annuaire des artistes et de l'enseignement dramatique et musical, 1887-1914, BNF.